# فريدا بيمبرتون سميث
فريدا بيمبرتون سميث هي رسامة كندية، ولدت في 7 أبريل 1902، وتوفيت في 8 فبراير 1991.